# Teorema de Thomas
O Teorema de Thomas é uma teoria de sociologia formulada em 1928 por W. I. Thomas e D. S. Thomas (1863-1947):
"Se as pessoas definem certas situações como reais, elas são reais em suas conseqüências."
Em outras palavras, a interpretação de uma situação causa a ação. Esta interpretação não é objetiva. Ações são afetadas por percepções subjetivas de situações. 
Em 1923, Thomas definiu, com mais precisão, que qualquer definição de uma situação influencia o presente. Não só isso, mas - após um série de definições nas quais um indivíduo está envolvido - esta definição "gradualmente influencia a personalidade mesma do indivíduo". 

## Exemplos clássicos
A crise do petróleo de 1973 resultou no chamado "pânico do papel higiênico". O boato de uma súbita escassez de papel higiênico - resultante de uma queda na importação de petróleo - levou as pessoas a estocarem papel higiênico, o que causou uma escassez, que parecia validar o boato. 